# Tordylium humile
Tordylium humile är en flockblommig växtart som beskrevs av René Louiche Desfontaines. Tordylium humile ingår i släktet Tordylium och familjen flockblommiga växter. Inga underarter finns listade i Catalogue of Life.